# Chunchucmil
Chunchucmil es una pequeña localidad perteneciente al municipio de Maxcanú del estado de Yucatán, en México. Dentro de sus límites existe un importante yacimiento arqueológico de la cultura maya, precolombina. Hay también en la vecindad de la población los vestigios de una hacienda henequenera que operó hasta mediados del siglo XX. 

## Toponimia
(del maya: Chunchucmil:Ch'en Chun Chukum, pozo en la base (en el origen) del árbol de Chukum (Havardia albicans —variedad de Acacia—).) En tiempos recientes el nombre de Chunchucmil fue originalmente aplicado a un cenote que se encontraba al pie de un árbol de Chukum. Más tarde el mismo nombre fue dado a una hacienda que se desarrolló en el sitio y en torno al cenote. Hoy se aplica a todo el yacimiento arqueológico por extensión y al pequeño poblado.

## Datos históricos
La población original estuvo enclavada en la jurisdicción maya de Ah Canul que dominaba la zona costera occidental de la península de Yucatán y al parecer, por los resultados de las investigaciones arqueológicas de los vestigios mayas, fue un centro de comercio e intercambio importante entre los habitantes mayas de la región.